# The Dorchester

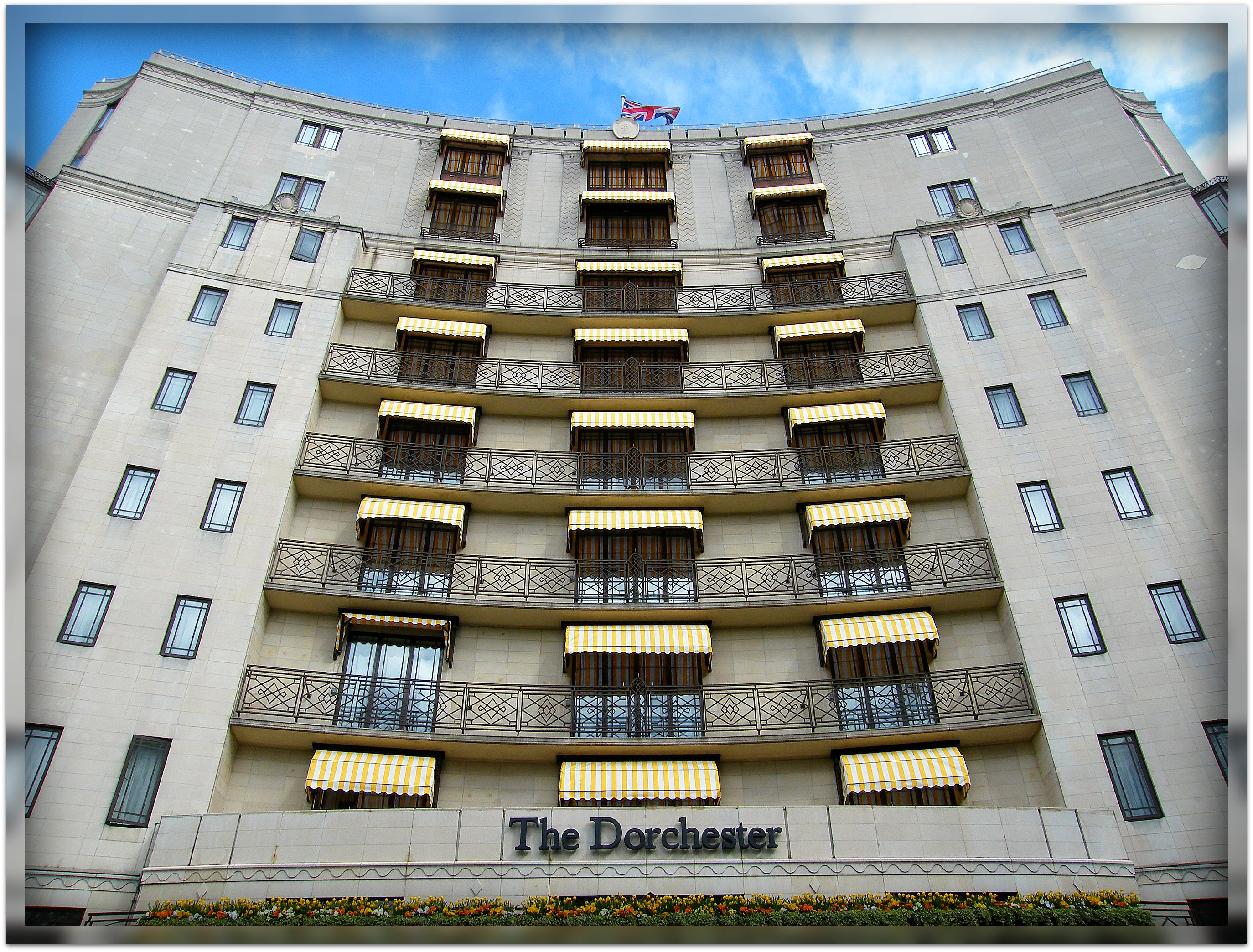
The Dorchester

The Dorchester is een van de duurste hotels in de wereld. Dit hotel is gevestigd aan Park Lane bij Hyde Park in Londen, Engeland.
Het hotel werd geopend op 18 april 1931. In 1929 kochten Malcolm McAlpine and Frances Towle het oude Dorchester House, een groot 19e-eeuws gebouw, en lieten het vervolgens slopen.
Owen Williams kreeg de opdracht het nieuwe hotel te ontwerpen. 
In de Tweede Wereldoorlog gaf de moderne constructie het gebouw de naam zeer veilig te zijn. 
In 1988 werd het hotel twee jaar gesloten voor een grote verbouwing. 